# Plectrohyla matudai
A Plectrohyla matudai a kétéltűek (Amphibia) osztályának békák (Anura) rendjébe, a levelibéka-félék (Hylidae) családjába, azon belül a Hylinae alcsaládba tartozó faj. Nevét Dr. Eizi Matuda (1894-1978) japán születésű mexikói botanikus tiszteletére kapta.

## Előfordulása
A faj Guatemalában, Mexikóban és valószínűleg Hondurasban honos. Természetes élőhelye a szubtrópusi vagy trópusi nedves hegyvidéki erdők és folyók. A fajt élőhelyének elvesztése fenyegeti.